# Platinum Hits
Platinum Hits é uma linha de jogos para o console Xbox selecionados que tiveram mais de 400.000 cópias vendidas nos nove meses após seu lançamento e tem seu preço original abaixado para US$19.99. Jogos populares como Halo: Combat Evolved poderão ter seu lançamento nos Platinum Hits atrasado para obter um maior número de vendas ao preço original.
Na Europa eles são lançados com o nome Xbox Classics. E no Japão eles são conhecidos como Platinum Colletion.
Best of Platinum Hits são os jogos Platinum Hits mais vendidos, que tem seu preço diminuído para US$9.99 e um pequeno logo diferenciado na caixa dizendo "Best of Platinum Hits".
Platinum Family Hits são jogos Platinum Hits especiais que foram classificados como próprios para todas as idades. Como os Platinum Hits, eles tem o preço sugeridos de US$19.99.
Linhas similares foram lançadas pela Nintendo e Sony. São chamadas de Player's Choice (Nintendo) e Greatest Hits (Sony).

## Títulos do Platinum Hits

### Best of Platinum Hits
- Counter-Strike
- The Elder Scrolls III: Morrowind
- Enter the Matrix
- Fuzion Frenzy
- MechAssault
- Project Gotham Racing 2
- Shrek 2
- Soul Calibur II
- Spider-Man
- Spider-Man 2
- Tom Clancy's Ghost Recon
- Tom Clancy’s Ghost Recon: Island Thunder
- Tom Clancy's Rainbow Six 3
- Tom Clancy's Splinter Cell
- Tom Clancy's Splinter Cell: Pandora Tomorrow
- Tony Hawk's Pro Skater 4
- Tony Hawk's Underground
- True Crime: Streets of L.A.

### Platinum Family Hits
- Blinx: The Time Sweeper
- Crash Bandicoot: The Wrath of Cortex
- Crash Twinsanity
- Dance Dance Revolution ULTRAMIX
- Disney/Pixar's Finding Nemo
- Dreamwork's Shark Tale
- Harry Potter and the Chamber of Secrets
- Harry Potter: Quidditch World Cup
- Harry Potter and the Prisoner of Azkaban
- Lego Star Wars: The Video Game
- Namco Museum
- Pac-Man World 2
- Shrek 2 & Dreamwork's Shark Tale Platinum Hits Family Bundle
- Sonic Heroes
- Sonic the Hedgehog (jogo eletrônico de 2006)
- Sonic Generations
- Sonic Heroes/Super Monkey Ball Deluxe
- Sonic Mega Collection Plus
- Sonic Mega Collection Plus/Super Monkey Ball Deluxe
- SpongeBob SquarePants: Battle for Bikini Bottom
- Teenage Mutant Ninja Turtles
- The SpongeBob SquarePants Movie
- Yu-Gi-Oh! The Dawn of Destiny
- X-Men Legends
- Viva Piñata

### Platinum Hits
- Asssassin´s Creed
- Assassin's Creed 2
- Amped: Freestyle Snowboarding
- ATV Quad Power Racing 2
- Baldur's Gate: Dark Alliance
- Blitz: The League
- Blood Wake
- Brute Force
- Burnout 3: Takedown
- Call of Duty: Finest Hour
- Call of Duty: Black Ops II
- Cabela's Dangerous Hunts
- The Chronicles of Riddick: Escape from Butcher Bay
- Conflict: Desert Storm
- Crimson Skies: High Road to Revenge
- Dave Mirra Freestyle BMX 2
- Dead or Alive 3
- Dead to Rights
- Def Jam: Fight for NY
- Destroy All Humans
- Doom 3
- The Elder Scrolls III: Morrowind Game of the Year Edition
- Fable: The Lost Chapters
- Fight Night 2004
- Full Spectrum Warrior
- Grand Theft Auto: San Andreas
- Grand Theft Auto IV
- Greg Hastings Tournament Paintball
- Halo: Combat Evolved
- Hitman 2: Silent Assassin
- The Incredibles
- James Bond 007: Agent Under Fire
- James Bond 007: Everything or Nothing
- James Bond 007: NightFire
- Lego Batman the videogame

•The Lord of the Rings: The Fellowship of the Ring
- The Lord of the Rings: Return of the King
- The Lord of the Rings: The Two Towers
- LA Noire
- Left 4 Dead 2
- Max Payne
- MechAssault 2: Lone Wolf
- Medal of Honor: Frontline
- Medal of Honor: Rising Sun
- Mercenaries: Playground of Destruction
- Midnight Club II
- Midnight Club 3: DUB Edition Remix
- Mafia II
- Mortal Kombat: Deadly Alliance
- Mortal Kombat: Deception
- MVP Baseball 2005
- MX vs. ATV Unleashed
- NBA Street Vol.2
- Need for Speed Hot Pursuit 2
- Need for Speed: Underground
- Need for Speed: Underground 2
- NFL Street
- Ninja Gaiden
- Oddworld: Munch's Oddysee
- Prince of Persia: The Sands of Time
- Prince of Persia: Warrior Within
- Project Gotham Racing
- Rallisport Challenge
- Red Dead Revolver
- Resident Evil 5
- Return to Castle Wolfenstein: Tides of War
- Silent Hill 2: Restless Dreams
- The Simpsons Hit & Run
- The Simpsons Road Rage
- Sonic Unleashed
- Spy Hunter
- SSX Tricky
- Star Wars: Battlefront
- Star Wars: Battlefront II
- Star Wars: Episode III: Revenge of the Sith
- Star Wars: Knights of the Old Republic
- Star Wars: Knights of the Old Republic II: The Sith Lords
- Star Wars: Obi-Wan
- Star Wars: Jedi Starfighter
- Star Wars: Starfighter Special Edition
- Test Drive
- Tom Clancy's Classic Trilogy
- Tom Clancy's Ghost Recon 2
- Tom Clancy's Splinter Cell: Chaos Theory
- Tony Hawk's Pro Skater 3
- Tony Hawk's Underground 2
- Unreal Championship
- Wreckless: The Yakuza Missions
- WWE RAW
- WWE WrestleMania 21